# Пјаца (Виченца)
Пјаца је насеље у Италији у округу Виченца, региону Венето.
Према процени из 2011. у насељу је живело 313 становника. Насеље се налази на надморској висини од 588 м.